# Bahnhof Freilassing
Bahnhof Freilassing vasútállomás Németországban, Bajorországban, Freilassing településen, közel a német-osztrák határhoz. Közelében található a Lokwelt Freilassing vasúti múzeum.

## Vasútvonalak
Az állomást az alábbi vasútvonalak érintik:
- Rosenheim–Salzburg-vasútvonal
- Freilassing–Bad Reichenhall railway
- Mühldorf–Freilassing-vasútvonal

## Kapcsolódó állomások
A vasútállomáshoz az alábbi állomások vannak a legközelebb:
- Bahnhof Salzburg Liefering
- Freilassing-Hofham station
- Bahnhof Teisendorf

## Járatok

### Távolsági járatok
| Járat       | Útvonal | Gyakoriság |              |
| ----------- | --- | --- | ------------ |
| IC 26       | Königssee: Hamburg-Altona –Hamburg Hbf - Hannover Hbf – Göttingen – Kassel-Wilhelmshöhe – Fulda – Würzburg Hbf – Ansbach – Treuchtlingen – Donauwörth – Augsburg Hbf – München Ost – Rosenheim – Traunstein – Freilassing – Berchtesgaden Hbf | Königssee: Hamburg-Altona –Hamburg Hbf - Hannover Hbf – Göttingen – Kassel-Wilhelmshöhe – Fulda – Würzburg Hbf – Ansbach – Treuchtlingen – Donauwörth – Augsburg Hbf – München Ost – Rosenheim – Traunstein – Freilassing – Berchtesgaden Hbf | egy vonatpár |
| EC 32       | Wörthersee: (Münster (Westf) Hbf –) Dortmund Hbf – Essen Hbf – Düsseldorf Hbf – Köln Hbf – Koblenz Hbf – Frankfurt (Main) Hbf – Mannheim Hbf – Heidelberg Hbf – Stuttgart Hbf – Ulm Hbf – Augsburg Hbf – München Hbf/Ost – Rosenheim – Traunstein – Freilassing – Salzburg Hbf – Golling-Abtenau – Bischofshofen – Schwarzach-St. Veit – Bad Gastein – Klagenfurt Hbf | Wörthersee: (Münster (Westf) Hbf –) Dortmund Hbf – Essen Hbf – Düsseldorf Hbf – Köln Hbf – Koblenz Hbf – Frankfurt (Main) Hbf – Mannheim Hbf – Heidelberg Hbf – Stuttgart Hbf – Ulm Hbf – Augsburg Hbf – München Hbf/Ost – Rosenheim – Traunstein – Freilassing – Salzburg Hbf – Golling-Abtenau – Bischofshofen – Schwarzach-St. Veit – Bad Gastein – Klagenfurt Hbf | egy vonatpár |
| IC 60       | Karlsruhe Hbf – Stuttgart – Ulm – Augsburg – München Hbf - München Ost – Rosenheim – Traunstein – Freilassing – Salzburg Hbf | Karlsruhe Hbf – Stuttgart – Ulm – Augsburg – München Hbf - München Ost – Rosenheim – Traunstein – Freilassing – Salzburg Hbf | egy vonatpár |
| RJ/EC/IC 62 | Frankfurt – Heidelberg – | Stuttgart – Ulm – Augsburg – München – Rosenheim – Traunstein – Freilassing – Salzburg (– Klagenfurt / Graz / Linz) | kétóránként  |
| RJ/EC/IC 62 | Saarbrücken – Mannheim – | Stuttgart – Ulm – Augsburg – München – Rosenheim – Traunstein – Freilassing – Salzburg (– Klagenfurt / Graz / Linz) | kétóránként  |

### Regionális járatok
| Járat    | Útvonal | Gyakoriság                       |
| -------- | --- | -------------------------------- |
| RB       | Landshut (Bay) Hbf – Vilsbiburg – Neumarkt St-Veit – Mühldorf (Oberbay) – Garching (Alz) – Freilassing (– Salzburg Hbf) | kétóránként                      |
| M        | München Hbf – Rosenheim – Prien a Chiemsee – Traunstein – Teisendorf – Freilassing – Salzburg Hbf                       | óránként                         |
| BLB / S4 | Freilassing – Piding – Bad Reichenhall – Bischofswiesen – Berchtesgaden Hbf                                             | óránként                         |
| S3       | (Bad Reichenhall – Piding –) Freilassing – Salzburg Hbf – Hallein – Golling-Abtenau (–Schwarzach St. Veit)              | óránként                         |
| REX      | Braunau am Inn – Mattighofen – Friedburg – Straßwalchen West – Salzburg Hbf – Freilassing                               | egy vonatpár (hétfőtől péntekig) |
| REX      | (Summerau – Freistadt –) Linz – Wels – Vöcklabruck – Salzburg – Freilassing                                             | két vonatpár                     |